# Malbork Wąskotorowy
Malbork Wąskotorowy – zlikwidowana wąskotorowa stacja kolejowa w Malborku, województwo pomorskie. Położona była na linii kolejowej z Malborka Kałdowa Wąskotorowego do Świetlik. Odcinek do Królewa został otwarty w 1903 roku.